# Zarbeling
Zarbeling (deutsch Sarbelingen) ist eine französische Gemeinde mit 67 Einwohnern (Stand 1. Januar 2022) im Département Moselle in der Region Grand Est (bis 2015 Lothringen). Sie gehört zum Arrondissement Sarrebourg-Château-Salins.

## Geographie
Zarbeling liegt 40 Kilometer südöstlich von Metz, 20 Kilometer nordöstlich von Château-Salins und fünf Kilometer südöstlich von Morhange (Mörchingen) am Ursprung des Banvoie-Bachs auf einer Höhe zwischen 235 und 325 m über dem Meeresspiegel. Das Gemeindegebiet umfasst 3,87 km². Die Gemeinde liegt im Regionalen Naturpark Lothringen.
Durch den Norden der Gemeinde Zarbeling führt die Hochgeschwindigkeitsbahn LGV Est européenne von Paris nach Straßburg.

## Geschichte
Der Ort gehörte früher zum Herzogtum Lothringen; das Kloster Vergaville war hier bereits 1621 und 1716  begütert.
Durch den Frankfurter Frieden vom 10. Mai 1871 kam die Region an Deutschland und das Dorf wurde dem Kreis Château-Salins im Bezirk Lothringen des Reichslandes Elsaß-Lothringen zugeordnet.
Nach dem Ersten Weltkrieg musste die Region aufgrund der Bestimmungen des Versailler Vertrags 1919 an Frankreich abgetreten werden. Im Zweiten Weltkrieg war die Region von der deutschen Wehrmacht besetzt und stand unter deutscher Verwaltung.

### Wappen
Im Gemeindewappen zeigt der Globus, der dem Wappen von Mörchingen entnommen ist, dass das Dorf früher zur Herrschaft Mörchingen gehörte. Die Krummstäbe erinnern an die Abteien Vergaville und Graufthal, die Rechte in Zarbeling begütert waren.

### Bevölkerungsentwicklung
| Jahr      | 1962 | 1968 | 1975 | 1982 | 1990 | 1999 | 2007 | 2019 |
| Einwohner | 76   | 71   | 59   | 52   | 49   | 58   | 66   | 63   |

## Belege
1. 1 2   Eugen H. Th. Huhn: Deutsch-Lothringen. Landes-, Volks- und Ortskunde, Stuttgart 1875, S. 513  (google.books.com).
2. ↑  Wappenbeschreibung auf genealogie-lorraine.fr (französisch)